# Vaschetta pneumatica

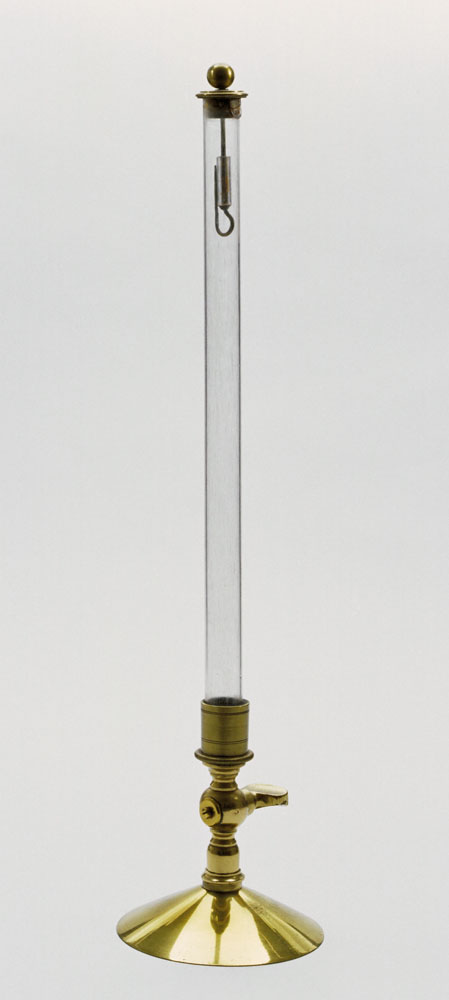
Eudiometro di Alessandro Volta per la detonazione dei gas.

La vaschetta pneumatica è una piccola vasca riempita d'acqua (o di mercurio) nella quale veniva capovolto un recipiente (tubo, ampolla, ecc.) riempito della stessa sostanza. Un gas, fatto penetrare nel recipiente tramite un tubo ricurvo, ne scacciava il liquido e veniva raccolto nel recipiente stesso.